# Concílio de Elvira
O Concílio de Elvira foi um concílio regional celebrado no início do século IV em Elíberis ou Ilíberis (Elvira), uma antiga cidade da Hispânia romana. A localização de Ilíberis/Elvira é objeto de controvérsia; as teses com mais apoiantes apontam para o que foi a capital da Taifa de Granada, Medina Elvira (ou Madinat Ilbira), situada 10 km a sudeste de Granada, ou nesta última cidade.
Foi o primeiro concílio celebrado na Hispânia, e foi atendido por 19 bispos de toda a Península Ibérica. A data de realização não é conhecida com certeza, com as estimativas abrangendo desde o ano de 303 até 324. O prelado mais notável a assistir o concílio foi Ósio de Córdova (c.  257–359), uma das mais importantes figuras do Cristianismo da época. Pouco se sabe dos outros bispos presentes no concílio.
Através do documento final do concílio sabe-se o nome de alguns bispos de cidades que actualmente encontram-se em Portugal, como Quinciano de Ebora (Évora) e Vicente de Ossónoba (Faro).
Sendo considerado o lugar de uma das primeiras declarações do Magistério da Igreja em favor do celibato sacerdotal, o Concílio produziu um conjunto de 81 cânones (regras) que regulam variados aspectos da vida cristã, como o casamento, a idolatria, o batismo, a excomunhão, relacionamento com os judeus e as heresias.
"Decidiu-se amplamente a seguinte proibição aos Bispos, aos presbíteros e aos diáconos, assim como a todos os clérigos que exercem um ministério: abstenham-se das suas esposas e não gerem filhos; quem o fizer deverá ser afastado do estado clerical"
Alguns historiadores, porém, creem que alguns dos cânones não são os originais do Concílio e foram adicionados mais tarde.